# Heupbroek

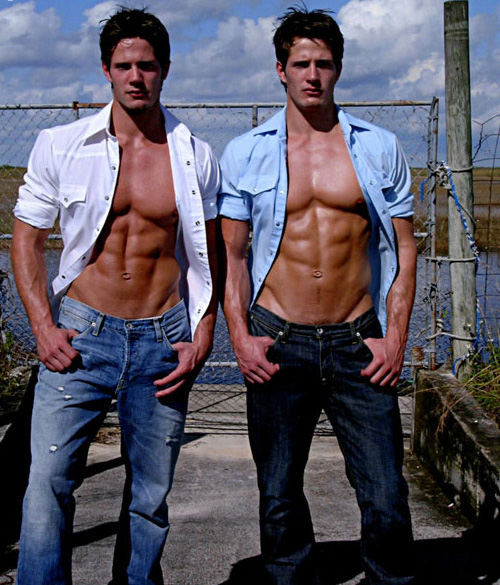
Mannen met heupbroeken

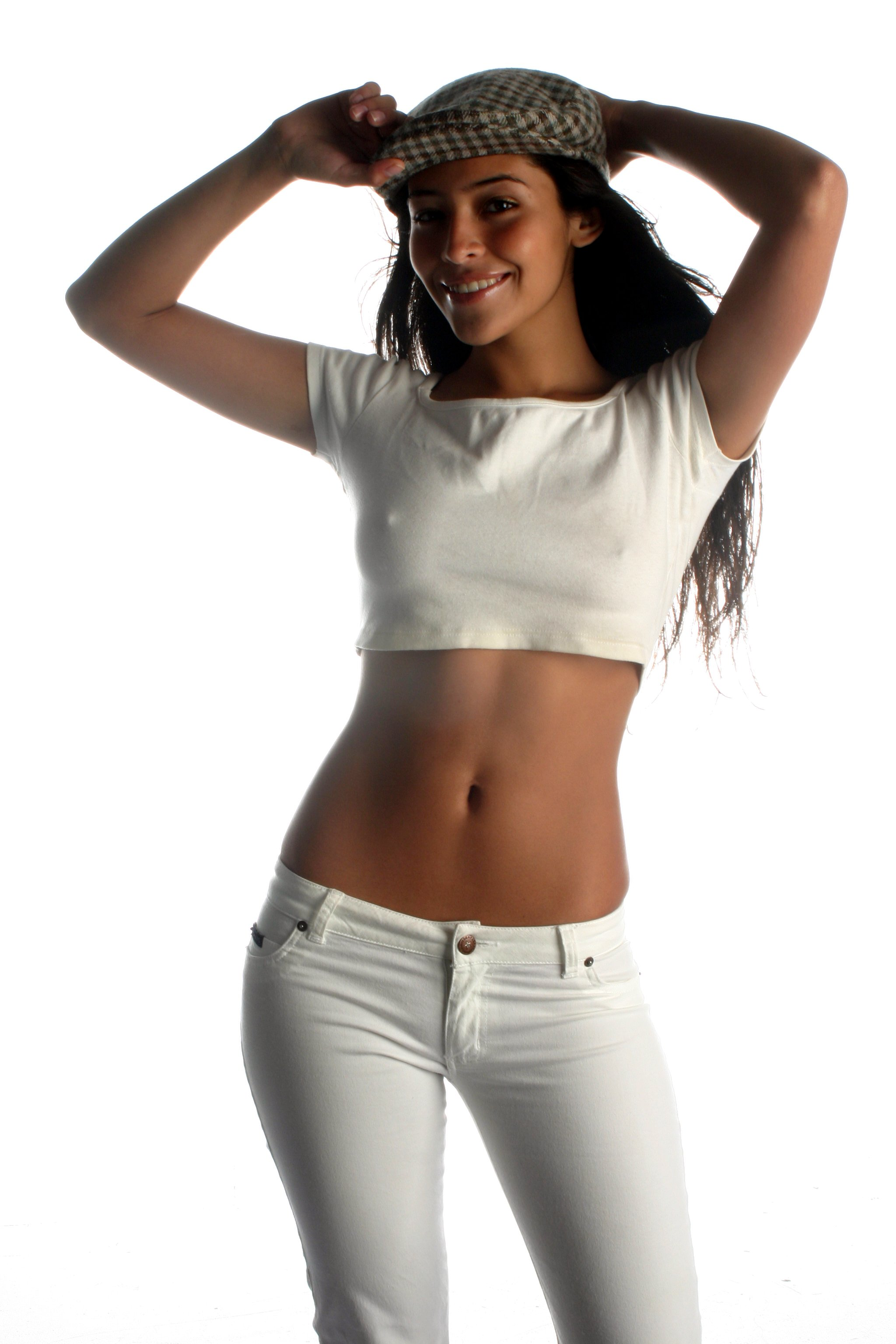
Vrouw met een heupbroek

Een heupbroek, ook wel "hipster jeans" of "low waist broek" genoemd, is een broek die laag uitgesneden is. De bovenrand van de broek zit onder de bekkenkam: de bovenrand van het heupbot. De heupbroek is meerdere malen in het modebeeld verschenen en wordt zowel door mannen als door vrouwen gedragen.

## Eigenschappen
De bovenrand van een heupbroek varieert. Deze bevindt zich ten minste 8 centimeter onder de navel. De afstand tussen het kruis en de bovenrand van een broek is voor een broek die tot de taille reikt meestal in de orde van 30 cm, maar bij een heupbroek is die niet zelden minder dan 20 cm. In extreme gevallen zelfs maar 7–10 cm.
De gedachte achter de heupbroek is dat hierbij de heupen worden geaccentueerd. Een heupbroek kan ook worden gedragen zonder dat een blote buik wordt getoond.

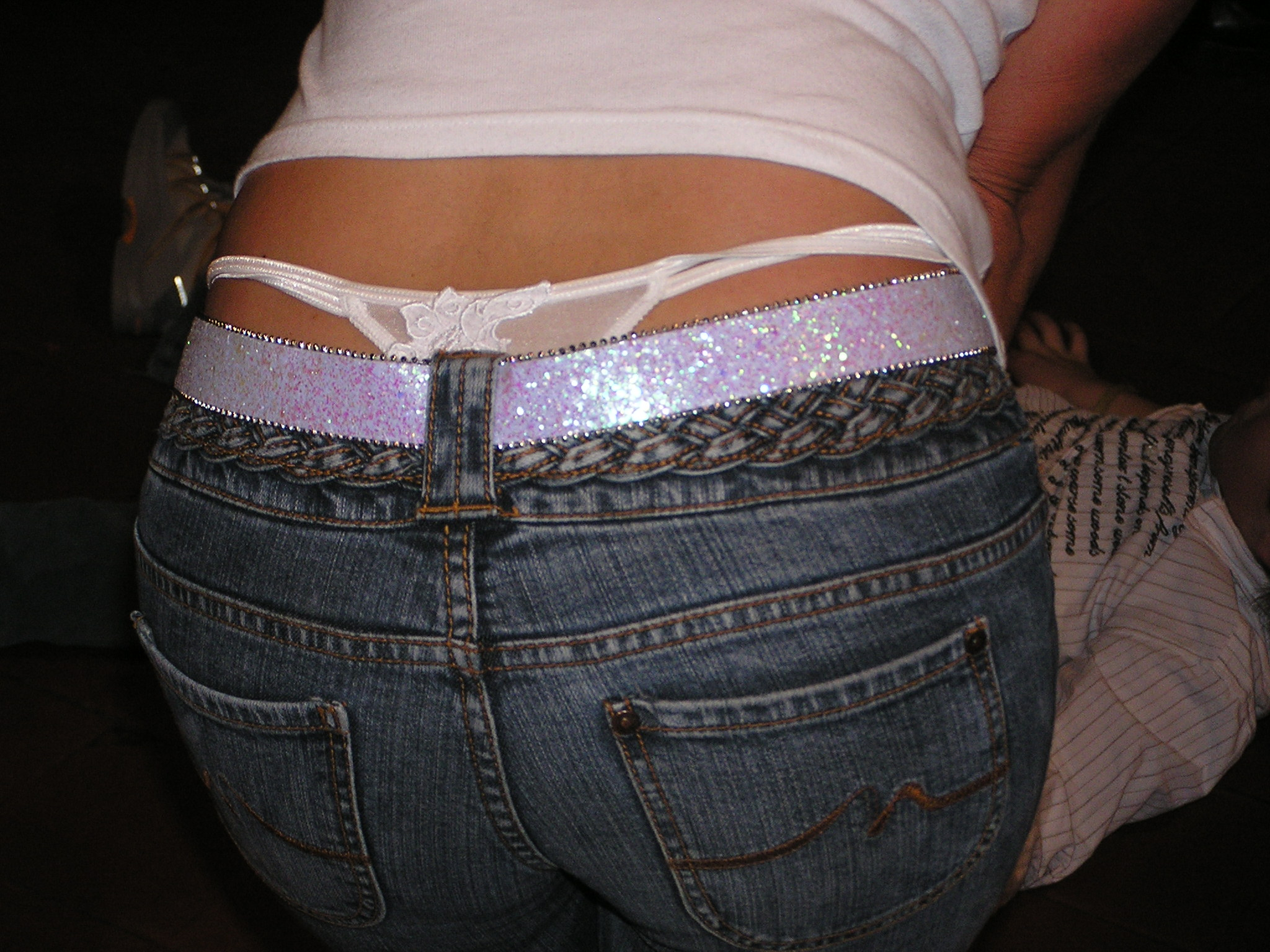
Een 'whale tail'.

Als de heupbroek door een vrouw wordt gedragen in combinatie met een string die aan de achterzijde boven de broek uitsteekt, wordt gesproken van een whale tail. De string ziet er dan uit als een walvisstaart boven water.

## Geschiedenis
De voorlopers van de heupbroek waren de "hip-huggers". Dit waren broeken die laag en strak om de heupen zaten, met wijd uitlopende pijpen ('bell bottom'-stijl). Zij waren in de mode aan het eind van de jaren 60 en in de jaren 70. Haute-couturiers die de heupbroek gebruikten waren onder andere Constance Wibaut voor modehuizen Christian Dior en Jean Patou, Emanuel Ungaro en Frans Molenaar.
In de twee decennia die daarop volgden werd de heuplijn hoger en de pijpen rechter en smaller. In 1996 werd een andere variant van de heupbroek geïntroduceerd door de modeontwerper Alexander McQueen. Na de eeuwwisseling brak de heupbroek opnieuw door en werd gedragen door veel tieneridolen en popsterren zoals Britney Spears. De bovenzijde van de heupbroek werd weer lager, zodat de bovenrand van de schaamstreek bereikt werd.